# 聚集体
《聚集体》（Aggregate），是由华南理工大学主办，由约翰威立负责发行的开放获取学术期刊。于2020年创刊，是发行周期为双月刊的同行评审科学期刊。现任主编为唐本忠。期刊主要报道出版物质“聚集”过程中的基础和应用研究，特别是功能材料、化学、物理、生物技术、生命科学以及应用工程等领域的重要突破和进展。2022年影响因子（Impact Factor, IF）为20.5

## 关注领域
《聚集体》是跨多学科的学术期刊，主要关注不同尺度下的物质的聚集现象过程以及形成聚集体（即聚集体学）。范围包括但不限于：
材料的合成与表征、纳米粒子、混合物、复合物、金属有机骨架、手性、螺旋性、超分子自组装、刺激响应体系、清洁能源、发光过程、光物理机制、光电子器件、光伏电池、聚集诱导发光、偏振光、室温磷光、荧光探针、化学传感、生物医学成像、诊疗、药物输送、光动力和光热疗法等
2023年入选中国科技期刊卓越行动计划高起点新刊。

## 数据库收录
《聚集体》被以下的文献或机构的数据库收录：
- 新兴资源引文索引（ESCI）
- 化学文摘社（CAS）
- 开放获取期刊列表（DOAJ）
- SCOPUS
- Web of Science